# 堅田川
堅田川（かたたがわ）は、大分県佐伯市南部に源を発し、佐伯市大字池田付近で番匠川に合流する一級河川である。

## 地理
大分県佐伯市南部、宮崎県境の枯樅山付近が水源。概ね北東に流れる。上流は黒沢川とも呼ばれる。黒沢ダムを経て、佐伯市立青山小学校付近で山口川を合流する。蛇行しながら北に流れ、佐伯市大字長良付近で大越川、木立川を合流し、佐伯市大字池田付近で番匠川に合流する。

## 流域の自治体
大分県
佐伯市

## 主な支流
- 山口川
- 大越川
- 木立川